# Liste der Stolpersteine in Rendsburg

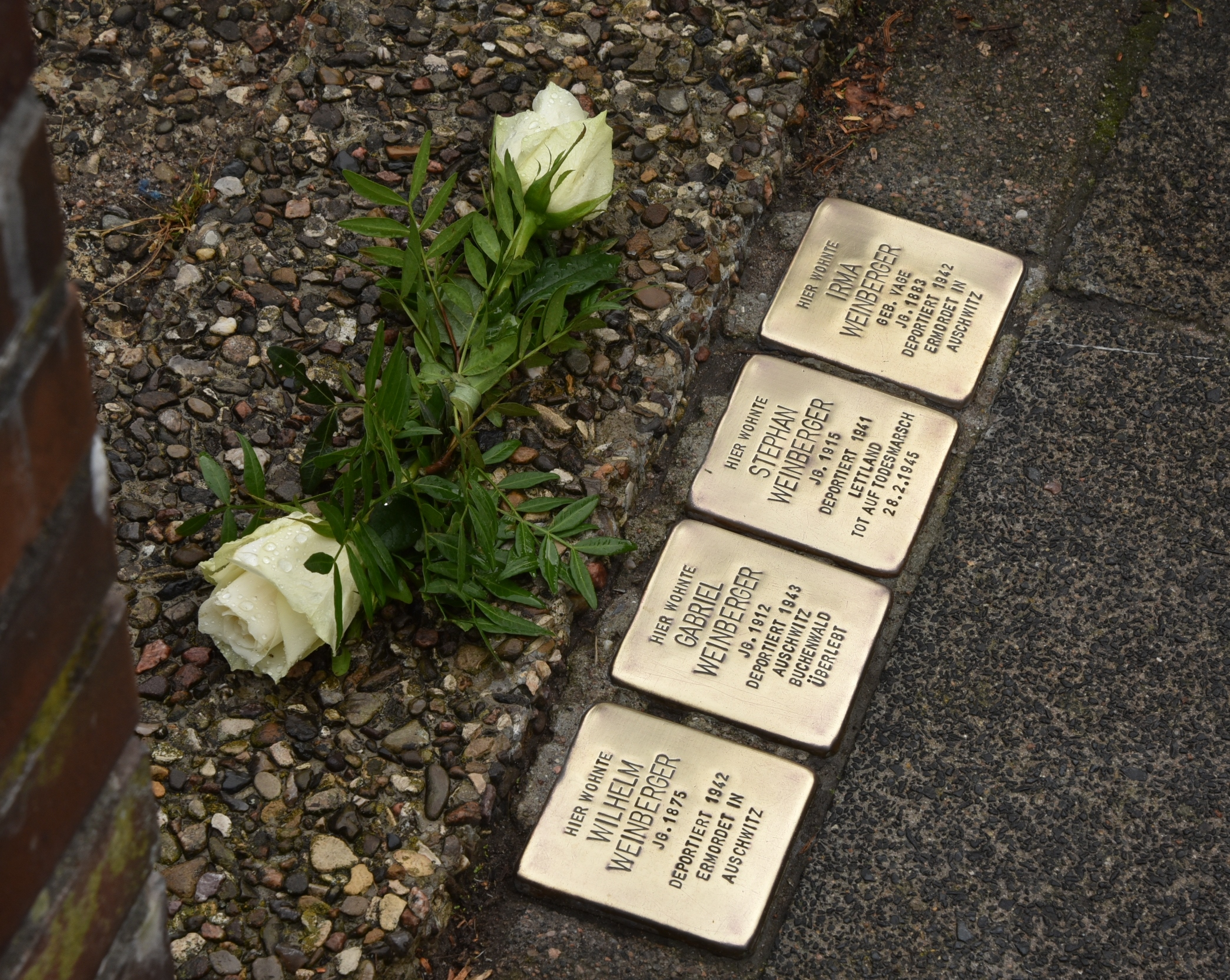
Stolpersteine für Familie Weinberger

Die Liste der Stolpersteine in Rendsburg enthält alle Stolpersteine, die im Rahmen des gleichnamigen Kunst-Projekts von Gunter Demnig in der Stadt Rendsburg verlegt wurden. Mit ihnen soll an Opfer des Nationalsozialismus erinnert werden, die hier lebten und wirkten. Sie liegen im Regelfall vor dem letzten selbst gewählten Wohnsitz des Opfers.
Die ersten Verlegungen in Rendsburg erfolgten am 11. Oktober 2006.

## Verlegte Stolpersteine
In Rendsburg wurden bisher 35 Stolpersteine an 17 Adressen verlegt.

Die Tabelle ist teilweise sortierbar, die Grundsortierung erfolgt alphabetisch nach dem Familiennamen.
| Stolperstein | Inschrift | Verlegeort                             | Name, Leben                                                            |
| ------------ | --- | -------------------------------------- | ---------------------------------------------------------------------- |
|              | HIER WOHNTE DR. ERNST KARL BAMBERGER JG. 1885 FLUCHT IN DEN TOD 1941                                                                                    | Moltkestraße 12 (ehemals Moltkestr. 6) | Ernst Karl Bamberger (1885–1941)                                       |
|              | HIER WOHNTE ELSE BLUMANN JG. 1892 DEPORTIERT 1941 MINSK ?                                                                                               | Kronprinzenstraße 3                    | Else Blumann (1892–1941/45)                                            |
|              | HIER WOHNTE FRIEDRICH BODDUM JG. 1903 VERHAFTET 1940 SACHSENHAUSEN 1942 DACHAU 'SICHERHEITSVERWAHRUNG' 'VERLEGT' 1942 SCHLOSS HARTHEIM ERMORDET 1942    | Oeverseestraße 29                      | Friedrich Boddum (1903–1942)                                           |
|              | HIER WOHNTE JAKOB FORDONSKI JG. 1887 DEPORTIERT RAVENSBRÜCK ERMORDET IN DACHAU                                                                          | Prinzessinstraße 8                     | Jakob Fordonski (1887–1939/45)                                         |
|              | HIER WOHNTE ROSA FORDONSKI GEB. FRAENKEL JG. 1895 DEPORTIERT 1941 RIGA ERMORDET IN AUSCHWITZ                                                            | Prinzessinstraße 8                     | Rosa Fordonski, geborene Fraenkel (1887–1941/45)                       |
|              | HIER WOHNTE HERBERT GORTATOWSKI JG. 1905 FLUCHT 1937 ARGENTINIEN ÜBERLEBT                                                                               | Hohe Straße 6                          | Herbert Gortatowski (1905–)                                            |
|              | HIER WOHNTE WALTER GORTATOWSKI JG. 1897 VOM ZUG ÜBERROLLT T0T 12.3.1941                                                                                 | Hohe Straße 6                          | Walter Gortatowski (1897–1941)                                         |
|              | HIER WOHNTE WERNER HEINRICH JOSEPHS JG. 1923 SEIT 1937 PATIENT IN VERSCHIEDENEN HEILANSTALTEN 'VERLEGT' 12.6.1941 BERNBURG ERMORDET JUNI 1941 AKTION T4 | Mühlenstraße 22                        | Werner Heinrich Josephs (1923–1941)                                    |
|              | HIER WOHNTE KARL JÜRGENSEN JG. 1912 EINGEWIESEN HEILANSTALT SCHLESWIG 'VERLEGT' 11.8.1941 BERNBURG ERMORDET 11.8.1941 AKTION T4                         | Am Altstädter Markt 16                 | Karl Jürgensen (1912–1941)                                             |
|              | HIER WOHNTE ISSER 'HEINZ' KADER JG. 1895 DEPORTIERT 1942 ERMORDET IN AUSCHWITZ                                                                          | Schleifmühlenstraße 20                 | Isser Kader (1895–1942/45)                                             |
|              | HIER WOHNTE REGINA KADER GEB. LEVI JG. 1906 DEPORTIERT 1942 ERMORDET IN AUSCHWITZ                                                                       | Schleifmühlenstraße 20                 | Regina Kader, geborene Levi (1895–1942/45)                             |
|              | HIER WOHNTE FRIEDA MAGNUS GEB. NATHAN JG. 1872 FLUCHT IN DEN TOD 1942                                                                                   | Rosenstraße 5                          | Frida Magnus, geborene Nathan (1872–1942)                              |
|              | HIER WOHNTE JULIUS MAGNUS JG. 1871 FLUCHT IN DEN TOD 1942                                                                                               | Rosenstraße 5                          | Julius Magnus (1871–1942)                                              |
|              | HIER WOHNTE KURT MAGNUS JG. 1910 FLUCHT 1937 USA ÜBERLEBT                                                                                               | Rosenstraße 5                          | Kurt Magnus (1910–)                                                    |
|              | HIER WOHNTE WALLY MAHRT GEB. GORTATOWSKI JG. 1910 IN BERLINER LAUBENKOLONIE VERSTECKT / ÜBERLEBT                                                        | Hohe Straße 6                          | Wally Mahrt, geborene Gortakowski (1910–1979), Ehefrau von Erich Mahrt |
|              | HIER WOHNTE ERNST MEGGERS JG. 1883 IM WIDERSTAND / KPD 'SCHUTZHAFT' 1940 'VORBEREITUNG ZUM HOCHVERRAT' SACHSENHAUSEN ERMORDET 16.1.1942 DACHAU          | Prinzessinstraße 21                    | Ernst Friedrich Meggers (1883–1942)                                    |
|              | HIER WOHNTE DR. ADOLF HERMANN MEYER JG. 1883 BERUFSVERBOT 1933 DEPORTIERT 1941 LODZ / LITZMANNSTADT ERMORDET 23.4.1942                                  | Königstraße 14 / Ecke Wrangelstraße 6  | Adolf Meyer (1883–1942)                                                |
|              | HIER WOHNTE FANNY MEYER JG. 1896 FLUCHT 1939 DÄNEMARK 1943 SCHWEDEN ÜBERLEBT                                                                            | Königstraße 14 / Ecke Wrangelstraße 6  | Fanny Meyer (1896–)                                                    |
|              | HIER WOHNTE DR. HENRY MEYER GEN. GERALD JG. 1899 FLUCHT 1938 DÄNEMARK 1939 USA ÜBERLEBT                                                                 | Königstraße 14 / Ecke Wrangelstraße 6  | Henry Meyer, genannt Gerald, (1899–)                                   |
|              | HIER WOHNTE IRMA MEYER JG. 1892 FLUCHT 1939 DÄNEMARK 1943 SCHWEDEN ÜBERLEBT                                                                             | Königstraße 14 / Ecke Wrangelstraße 6  | Irma Meyer (1892–)                                                     |
|              | HIER WOHNTE ROSA MEYER GEB. COHN JG. 1856 FLUCHT 1939 DÄNEMARK TOT 16.10.1943 AUF DER FLUCHT NACH SCHWEDEN                                              | Königstraße 14 / Ecke Wrangelstraße 6  | Rosa Meyer, geborene Cohn (1856–1943)                                  |
|              | HIER WOHNTE FRED 'FRITZ' RING JG. 1921 FLUCHT 1938 ENGLAND ÜBERLEBT                                                                                     | Schleifmühlenstraße 10                 | Fred Ring (1921–)                                                      |
|              | HIER WOHNTE MAX RING JG. 1893 DEPORTIERT 1942 ERMORDET IN AUSCHWITZ                                                                                     | Schleifmühlenstraße 10                 | Max Ring (1893–1942/45)                                                |
|              | HIER WOHNTE PAULA RING GEB. RUSS JG. 1890 DEPORTIERT 1942 ERMORDET IN AUSCHWITZ                                                                         | Schleifmühlenstraße 10                 | Paula Ring, geborene Russ (1890–1942/45)                               |
|              | HIER WOHNTE GERSCH 'HERSCH' RUSCHE JG. 1895 VERHAFTET 1939 BUCHENWALD SACHSENHAUSEN ERMORDET 23.5.1943                                                  | Schiffbrückenplatz 15                  | Gersch Rusche (1895–1943)                                              |
|              | HIER WOHNTE HEINZ SEELENFREUND JG. 1932 VERSTECKT / ÜBERLEBT IN BELGIEN                                                                                 | Provianthausstraße 5                   | Heinz Seelenfreund (1932–)                                             |
|              | HIER WOHNTE JONAS SEELENFREUND JG. 1899 DEPORTIERT 1943 AUSCHWITZ ERMORDET 21.8.1944                                                                    | Provianthausstraße 5                   | Jonas Seelenfreund (1899–1944)                                         |
|              | HIER WOHNTE MATHILDE SEELENFREUND GEB. TRIEGER JG. 1900 DEPORTIERT 1943 AUSCHWITZ ERMORDET                                                              | Provianthausstraße 5                   | Mathilde Seelenfreund, geborene Trieger (1900–1943/45)                 |
|              | HIER WOHNTE RENATE SEELENFREUND JG. 1934 VERSTECKT / ÜBERLEBT IN BELGIEN                                                                                | Provianthausstraße 5                   | Renate Seelenfreund (1934–)                                            |
|              | HIER WOHNTE WILHELM ALFRED THODE JG. 1904 VERHAFTET 1938 VERURTEILT § 175 ZUCHTHAUS BREMEN 'SCHUTZHAFT' 1942 BUCHENWALD ERMORDET 25.7.1942              | Nobiskrüger Allee 37                   | Wilhelm Alfred Thode (1904–1942)                                       |
|              | HIER WOHNTE GABRIEL WEINBERGER JG. 1912 DEPORTIERT 1943 AUSCHWITZ BUCHENWALD ÜBERLEBT                                                                   | Nobiskrüger Allee 18                   | Gabriel Weinberger (1912–)                                             |
|              | HIER WOHNTE IRMA WEINBERGER GEB. VAGE JG. 1883 DEPORTIERT 1942 ERMORDET IN AUSCHWITZ                                                                    | Nobiskrüger Allee 18                   | Irma Weinberger, geborene Vage (1883–1942/45)                          |
|              | HIER WOHNTE STEPHAN WEINBERGER JG. 1915 DEPORTIERT 1941 LETTLAND TOT AUF TODESMARSCH 28.2.1945                                                          | Nobiskrüger Allee 18                   | Stephan Weinberger (1915–1945)                                         |
|              | HIER WOHNTE WILHELM WEINBERGER JG. 1875 DEPORTIERT 1942 ERMORDET IN AUSCHWITZ                                                                           | Nobiskrüger Allee 18                   | Wilhelm Weinberger (1875–1942/45)                                      |
|              | HIER WOHNTE HERMANN WIESE JG. 1880 BIBELFORSCHER VERHAFTET 1937 SACHSENHAUSEN ERMORDET 1940                                                             | Fockbeker Chaussee 54                  | Hermann Wiese (1880–1940)                                              |

## Verlegedaten
- 11. Oktober 2006  (Moltkestraße 12, Prinzessinstraße 8, Rosenstraße 5)
- 3. August 2007  (Hohe Straße 6, Schiffbrückenplatz 15, Schleifmühlenstraße 10)
- 7. August 2008  (Kronprinzenstraße 3, Nobiskrüger Allee 18, Provianthausstraße 5, Schleifmühlenstraße 20)
- 12. August 2013 (Am Altstädter Markt 16, Fockbeker Chaussee 54, Königstraße 14 Ecke Wrangelstraße 6, Mühlenstraße 22, Nobiskrüger Allee 37, Oeverseestraße 29, Prinzessinstraße 21)